# Šmerlis
Šmerlis est une forêt à Riga en Lettonie.

## Géographie
La forêt de Šmerlis est une forêt située entre Mežciems, Teika, Jugla et la forêt de Biķernieki dont elle est séparée par la rivière  Šmerļupīte. 
Il y a plusieurs crêtes de dunes dans la forêt, la plus haute culminant à 18 mètres d'altitude. 
Le sentier Mežtaka qui est une partie du sentier européen E11 traverse la forêt.
Dans la forêt de Šmerlis, l'anémone de prairie protégée peut être trouvée mais elle est menacée par la prolifération de la forêt et des vacanciers.
De décembre 2023 à l'automne 2024, une amélioration est prévue en forêt - sciage partiel de feuillus et promotion de la régénération des pins, il est prévu d'installer des bancs pour les randonneurs.
Šmerli abrite le Rīga Cinema Studio, la 5e école primaire de Rīga et le nouveau cimetière juif, ainsi que le terminus des trolleybus 12 et 16.

## Constructions
Le terme « Šmerlis » désigne également la zone résidentielle de la ville autour de la forêt jusqu'au lac  Ķīšezers, dont fait partie par exemple l'académie lettone de pédagogie sportive (lv) (LSPA) du côté de la rue Brīvības iela face à la forêt.
Le nom Šmerlis vient de l'ancien manoir de Šmerlis, situé à proximité de l'actuelle LSPA.

## Galerie

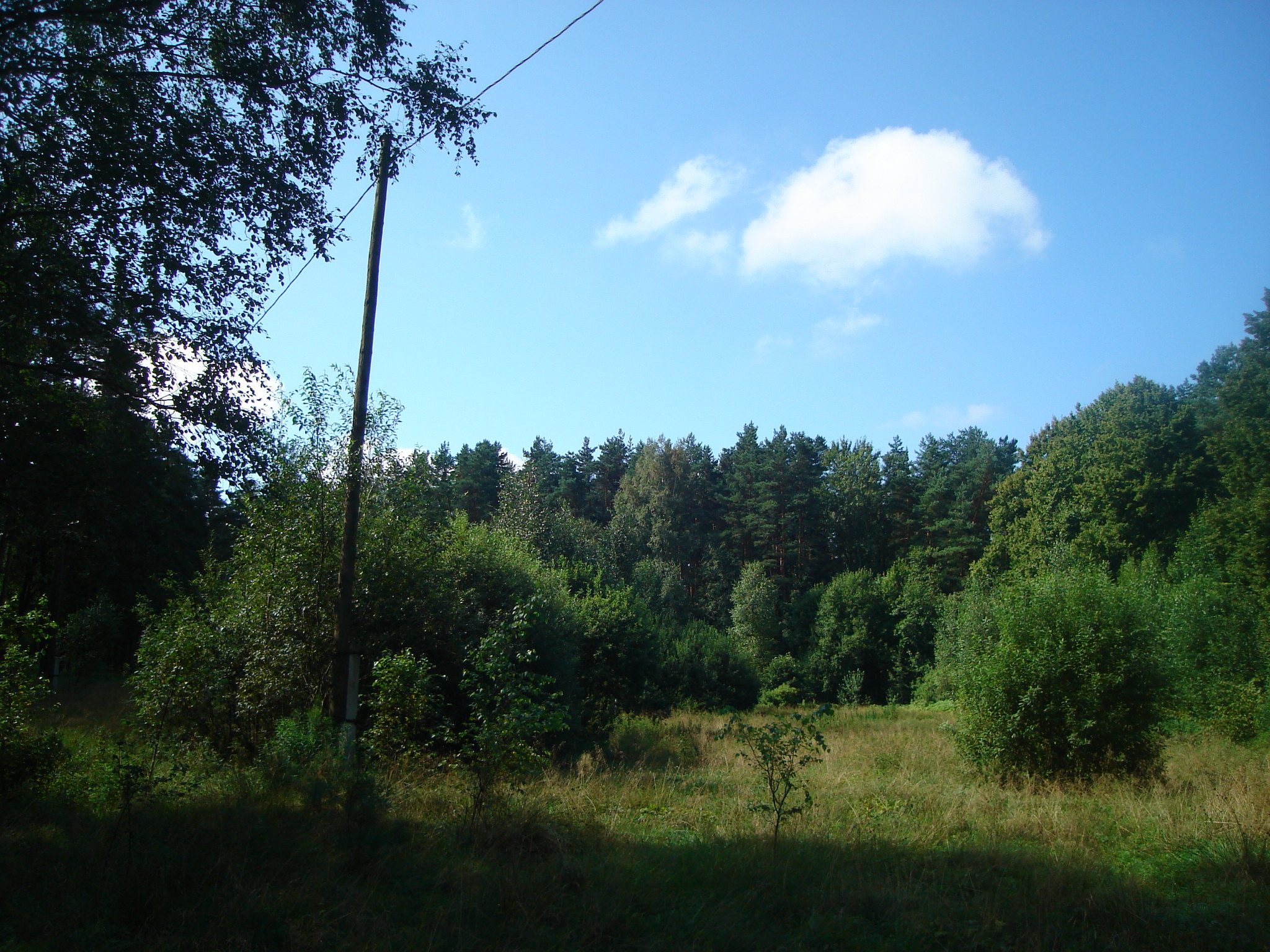
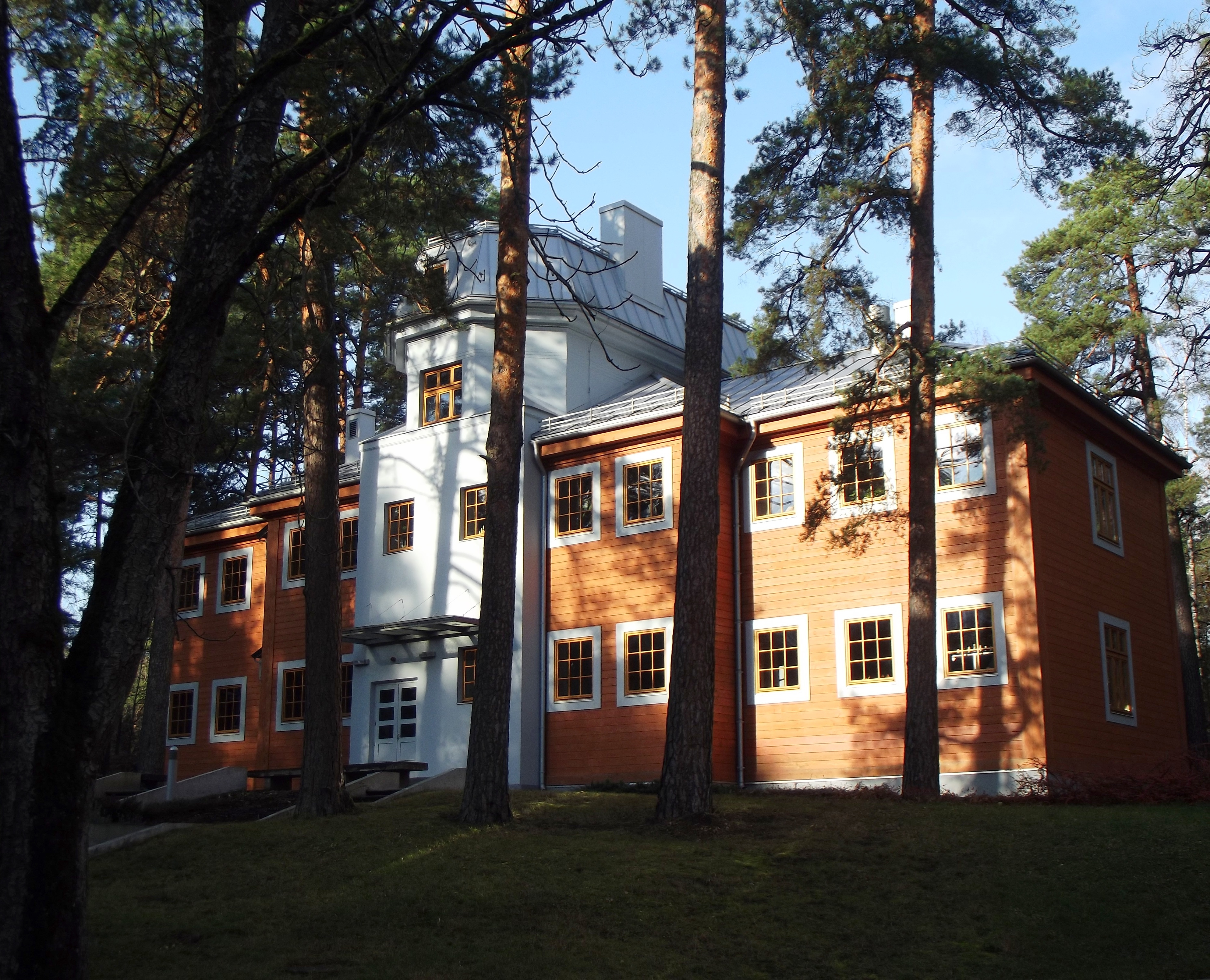
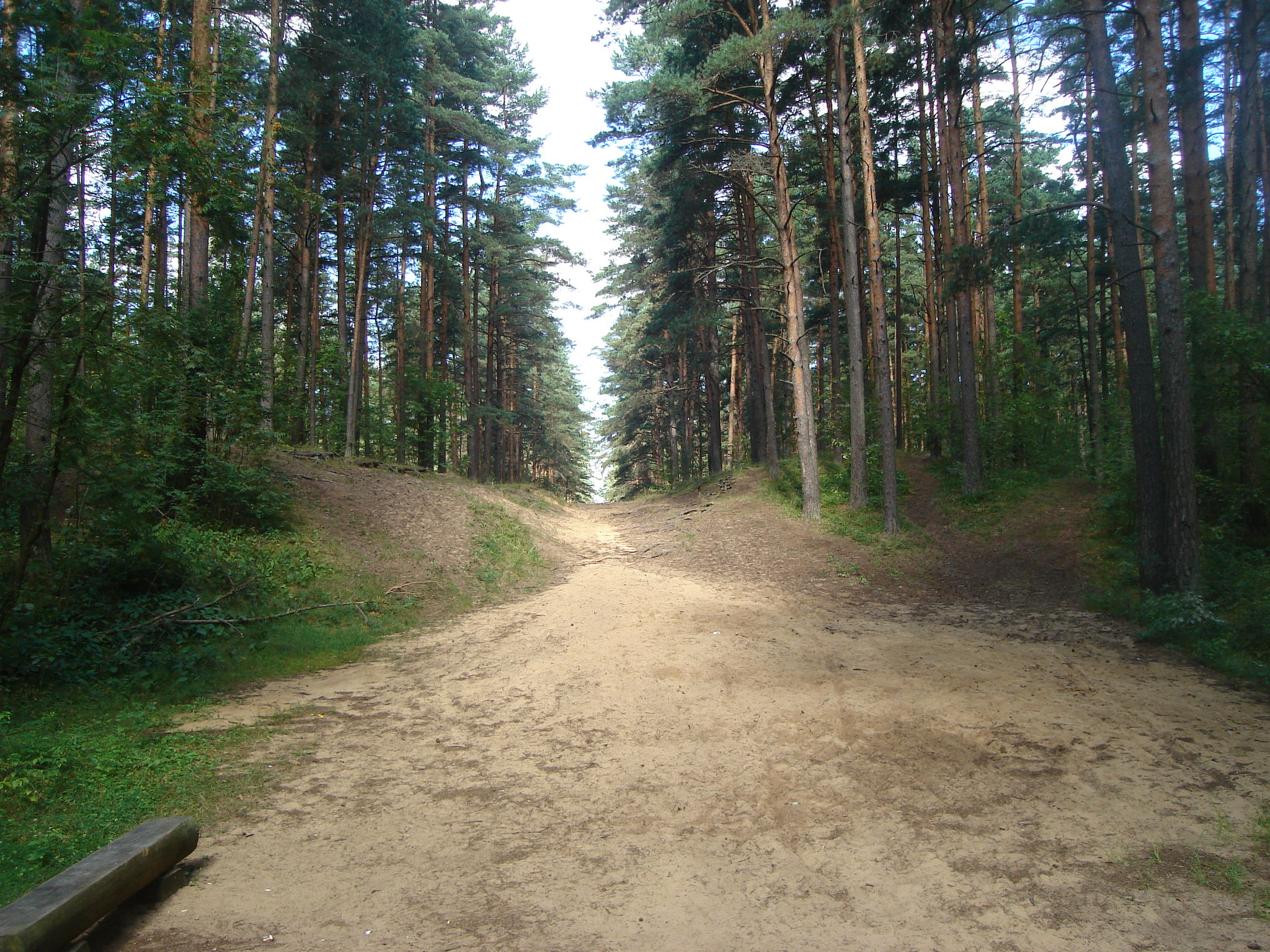
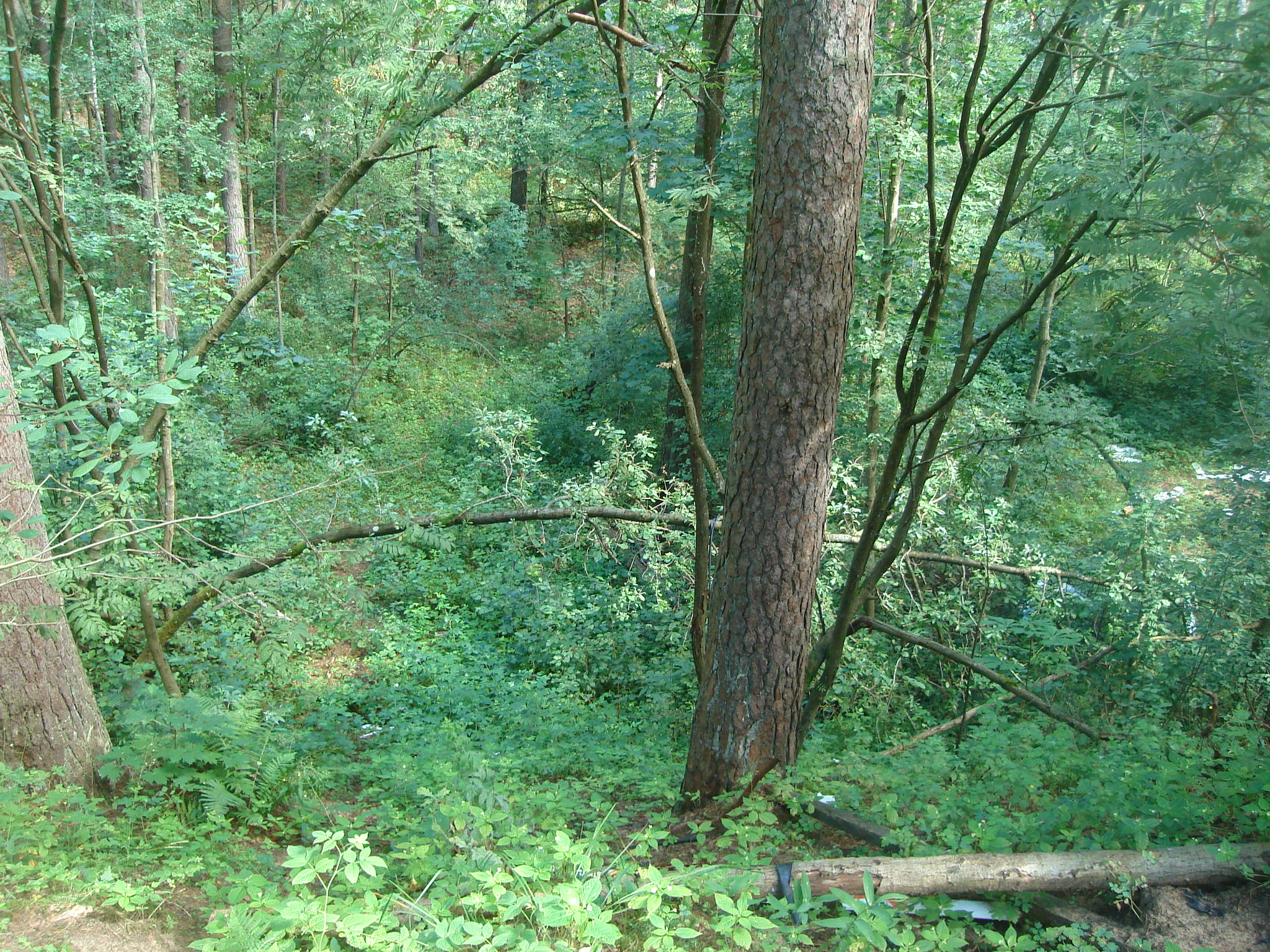